# Mamma (Beniamino Gigli)
Pour les articles homonymes, voir Mamma (homonymie).

Mamma est une chanson populaire italienne composée en 1940 par Cesare Andrea Bixio avec des paroles de Bixio Cherubini sous le titre Mamma son tanto felice (« Maman, je suis si heureux  »).

## Histoire
La chanson a été chantée par de nombreux artistes dont Beniamino Gigli, Luciano Tajoli, Richard Tucker, Claudio Villa, Robertino, Violetta Villas, Muslim Magomayev , Luciano Pavarotti, Toto Cutugno, Andrea Bocelli, Sergio Franchi et Mario Frangoulis.
En 1946, les paroles anglaises sont écrites par Harold Barlow et Phil Brito, dont l'enregistrement populaire fait sensation en mai 1946 sous le titre Mama.
Le chanteur britannique David Whitfield (en) a également eu un succès avec cette chanson, qui a atteint la 12e place du UK Singles Chart en 1955. Les paroles « britanniques  » diffèrent des paroles « américaines  ». La chanson a été réarrangée et réécrite par Geoffrey Parsons et John Turner ,.
La chanson a également été enregistrée par Connie Francis en 1959 pour son album Connie Francis Sings Italian Favorites, sorti en février 1960. Arrangée et dirigée par Tony Osborne, la version de Connie Francis de la chanson se classe au 2e rang au Royaume-Uni et culmine à la huitième place du palmarès Billboard Hot 100.
La chanson a été enregistrée en allemand ainsi qu'en néerlandais et en anglais par le chanteur- enfant néerlandais Heintje Simons pour son album « Heintje  » en 1967 , paroles écrites par Bruno Balz . Heintje a également interprété « Mama  » en 1968 dans le film comédie ''Zum Teufel mit der Penne .
La chanson a été enregistrée en français en 1976 par Dalida sur son album : Coup de chapeau au passé avec les paroles de Géo Koger (Georges Konyn)
La chanson originale en italien fait partie de la bande sonore du film du même nom sorti en 1941 réalisé par Guido Brignone, dont Beniamino Gigli interprète le rôle principalSon succès fut mondial.